# Râul Izvorul Scării
Râul Izvorul Scării sau Râul Scara este unul din cele două brațe care formează râul Topolog. 